# Combate de Huara
El Combate de Huara  ocurrió el 17 de febrero de 1891  durante la guerra civil chilena entre las fuerzas del Presidente José Manuel Balmaceda, al mando del coronel Eulogio Robles, y los revolucionarios congresistas al mando del coronel Estanislao del Canto.
Después de 4 horas de batalla, las tropas balmacedistas de 900 hombres comandadas por Robles, derrotaron a 1200 hombres de la fuerza congresistas en la estación de ferrocarriles de Huara. Los congresistas sobrevivientes se replegaron hacia Pisagua para posteriormente dirigirse a Iquique.